# Ryszard Kukliński

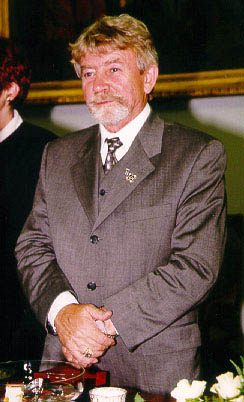
Ryszard Kukliński (1998)

Ryszard Jerzy Kukliński (* 13. Juni 1930 in Warschau; † 11. Februar 2004 in Tampa, Florida) war ein Oberst der polnischen Volksarmee sowie Agent der CIA (Deckname: Jack Strong, Codename: Gull). 2016 wurde er posthum zum General befördert.

## Leben

### Familie, Beginn
Kukliński stammte aus einer Arbeiterfamilie mit sozialistischen Traditionen. Sein Vater wurde während des Zweiten Weltkrieges von der deutschen Wehrmacht verhaftet und kam im KZ Sachsenhausen um. Nach dem Krieg ging er 1947 zur Polnischen Volksarmee, wo er zunächst die Militärschule der Infanterie Nr. 1 in Breslau absolvierte. Danach wurde er Zugführer im 9. Infanterie-Regiment in Piła (Schneidemühl) und absolvierte von 1951 bis 1952 die Infanterieschule in Rembertów. Es folgte eine Einsatzverwendung als Kompaniechef im 9. mechanisierten Regiment. Im Oktober 1952 heiratete er seine Frau Joanna.

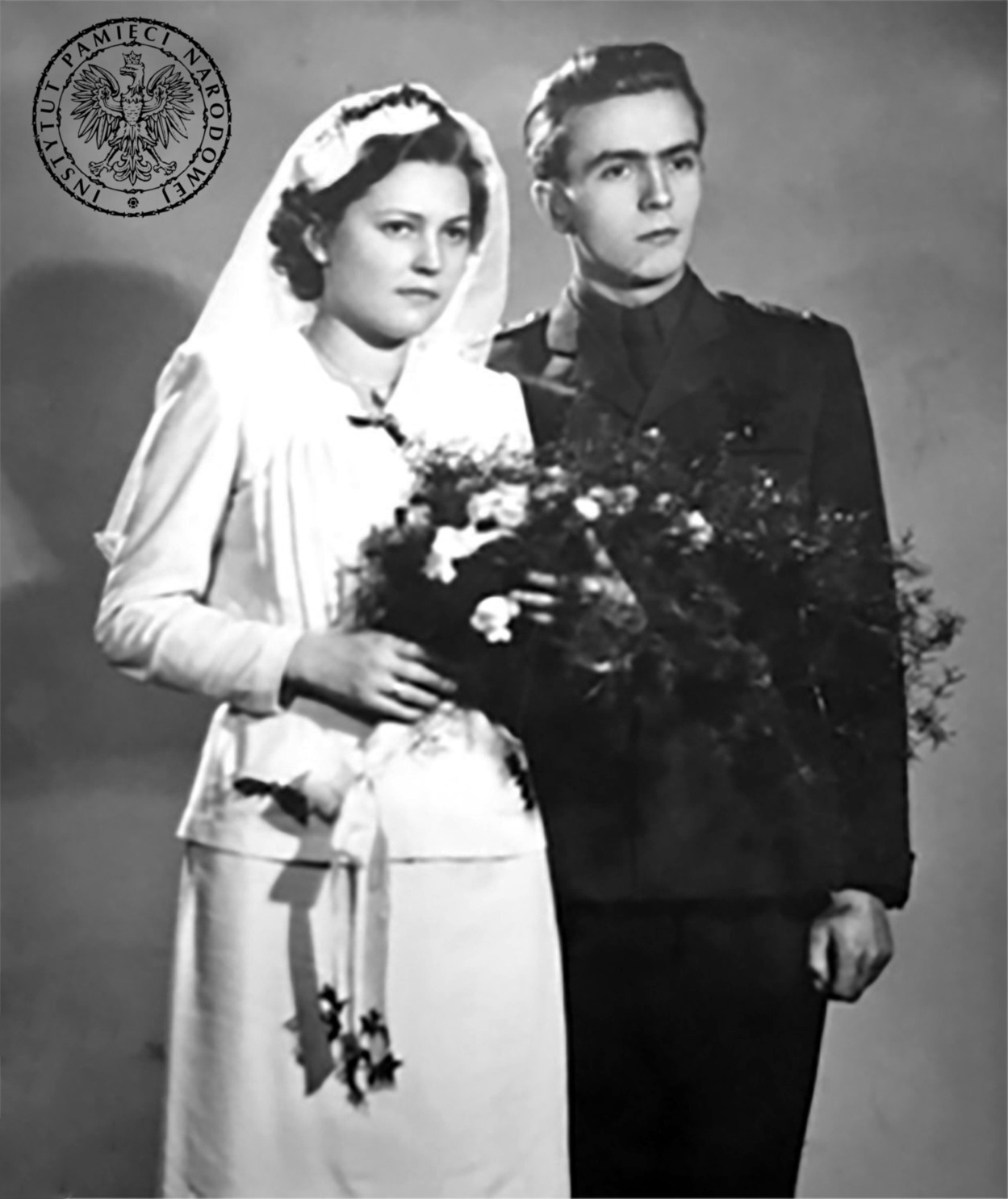
Ryszard Kukliński mit seiner Frau

Im Mai 1953 wird er Stabsoffizier im 15. Bataillon der 3. Brigade der Küstenverteidigung in Kołobrzeg (Kolberg) und 1954 Kommandeur des 18. Bataillons in Kołobrzeg. Ab 1956 diente er im 5. Pommerschen Infanterieregiment. und ab 1958 im 82. mechanisierten Regiment. Es folgte bis 1960 eine Ausbildung im Nikolaus-Kopernikus-Lyzeum in Kołobrzeg und begann 1961 sein Studium an der Akademie des Generalstabs in Warschau. Zwischen 1967 und 1968 war er für die Internationale Kommission zur Einhaltung der Dekrete der Indochinakonferenz in Vietnam tätig. 1968 wirkte er an der Vorbereitung der Invasion der Truppen des Warschauer Paktes in die Tschechoslowakei mit.

### Mitarbeit mit Geheimdiensten

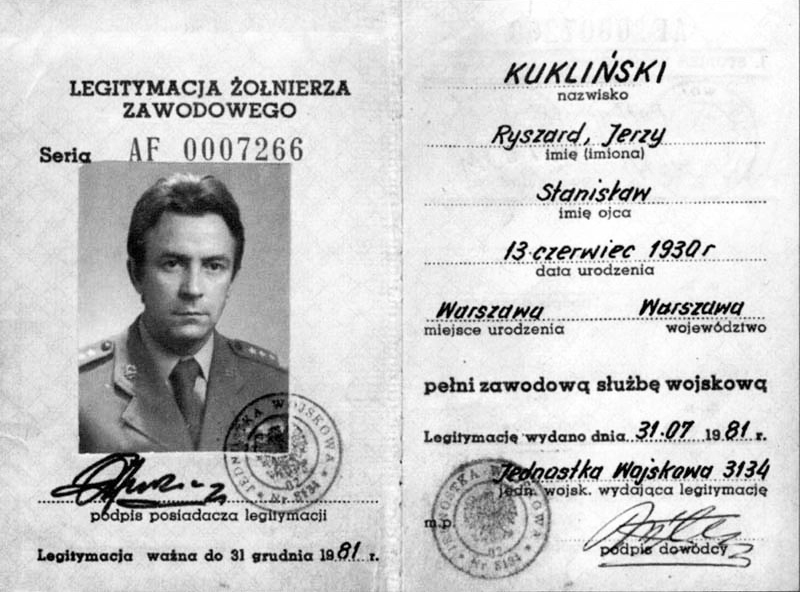
Dienstausweis von Ryszard Kukliński

Nach der blutigen Niederschlagung der Arbeiterunruhen in Danzig im Dezember 1970 entschied er sich für die Zusammenarbeit mit der CIA, dem Auslandsgeheimdienst der Vereinigten Staaten. Während eines Hafenaufenthaltes einer Aufklärungsfahrt des Segelschiffs „Legia“ in Wilhelmshaven in Westdeutschland ab 11. August 1972 schickte er am 14. August 1972 einen Luftpostbrief an die US-Botschaft in Bonn, in dem er um ein Treffen mit einem US-Offizier in Amsterdam oder Ostende bat. Er werde bei seiner Ankunft in Amsterdam den US-Militärattaché anrufen.
Am 18. Februar 1972 kam es im Zentralhotel von Den Haag zu einem Treffen mit den aus Bonn angereisten Mitarbeiter des Auslandsgeheimdienstes CIA, mit den Pseudonymen Oberst Henry Morton und Walter Lang von der fiktiven „Programmauswertungsgruppe der US-Armee“.
Weitere Treffen folgten in Rotterdam, Kiel und Hamburg. Zwischen 1972 und 1981 übermittelte er ca. 40.000 Seiten streng geheimer Informationen, insbesondere über die Stationierung sowjetischer Einheiten in Polen und der DDR, Angriffspläne des Warschauer Paktes und Entwicklung neuer sowjetischer Waffen, wie des Kampfpanzers T-72 und der infrarotgelenkte Luftabwehrrakete Strela-2 (NATO-Codename SA-7 Grail).

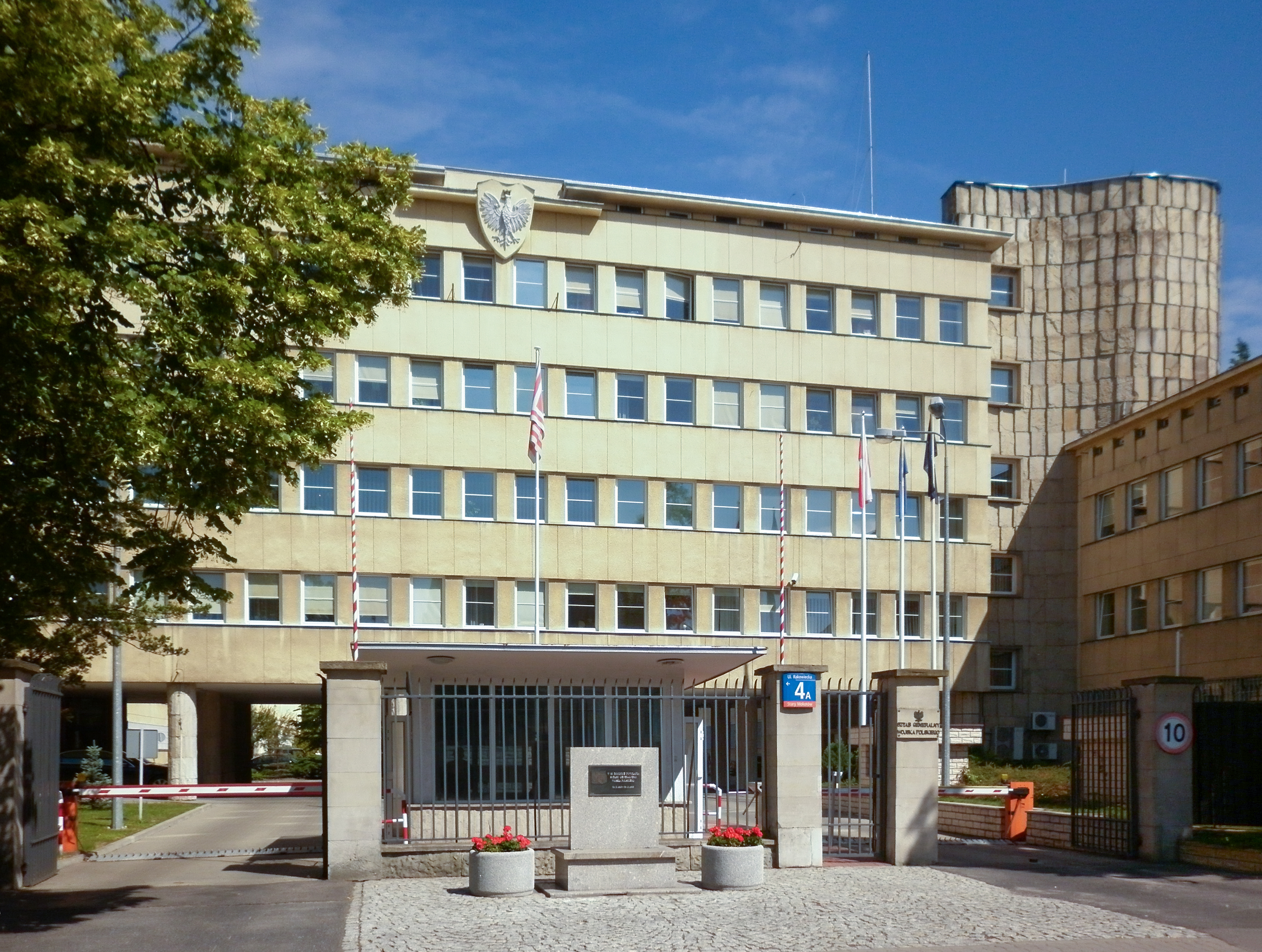
Gebäude des Generalstabs der polnischen Streitkräfte 2012 und früherer Dienstort Kuklińskis von 1964 bis 1981

Kurz vor der Verhängung des Kriegsrechts in Polen am 13. Dezember 1981, von der Kukliński durch Informationen des Divisionsgenerals Tadeusz Hupałowski wusste, wurde er am 7. November 1981 mit seiner Familie in einem Fahrzeug der US-Botschaft von Warschau nach West-Berlin gebracht, von wo aus sie in die USA ausgeflogen wurden, wo er eine Stelle als Militärberater des Verteidigungsministeriums der Vereinigten Staaten annahm. Im Mai 1984 verurteilte ihn ein polnisches Militärgericht in Abwesenheit zum Tode. 1989 wandelte ein Gericht das Urteil in eine 25-jährige Freiheitsstrafe um.

### Die 1990er Jahre

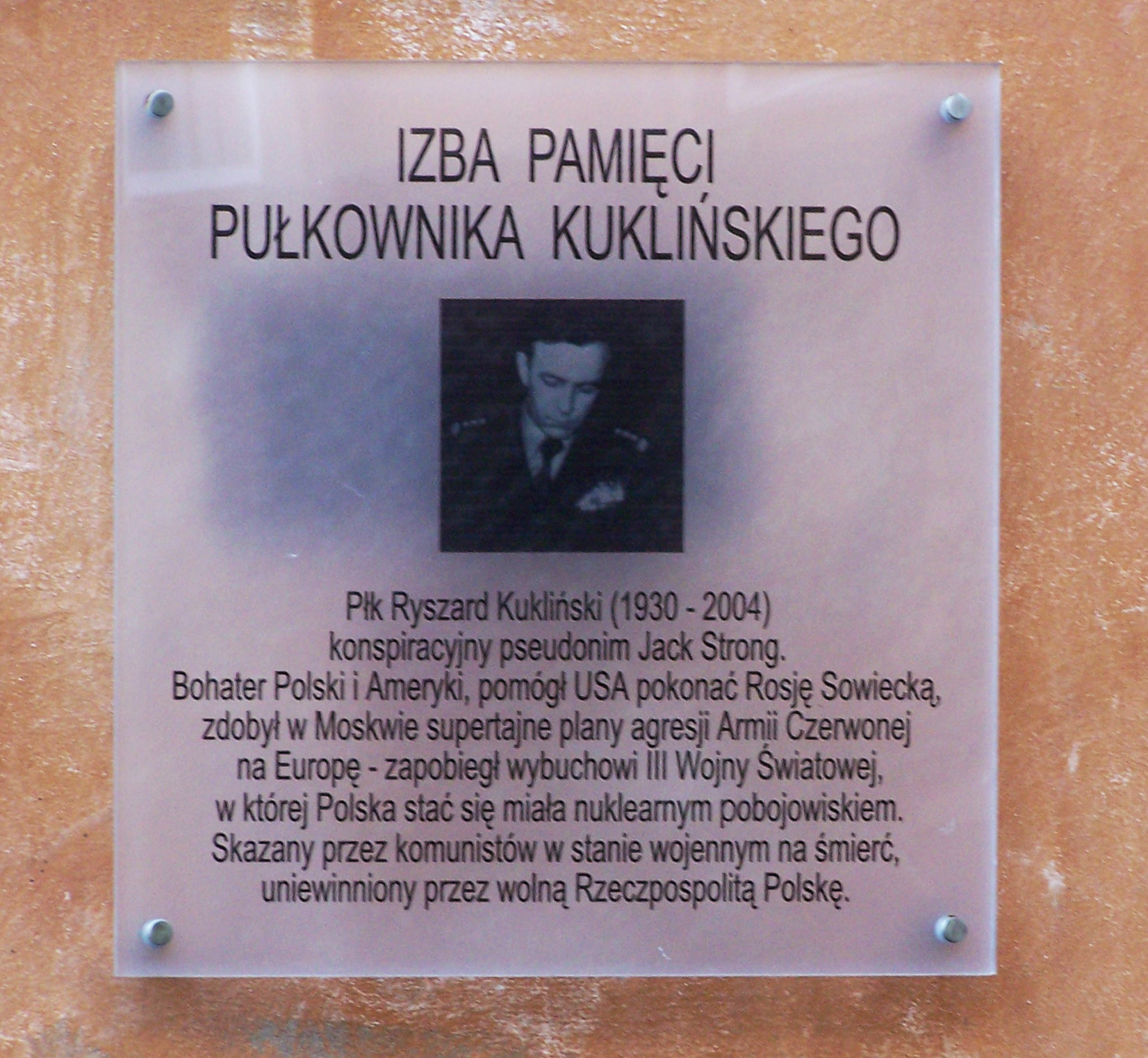
Gedenktafel in Warschau

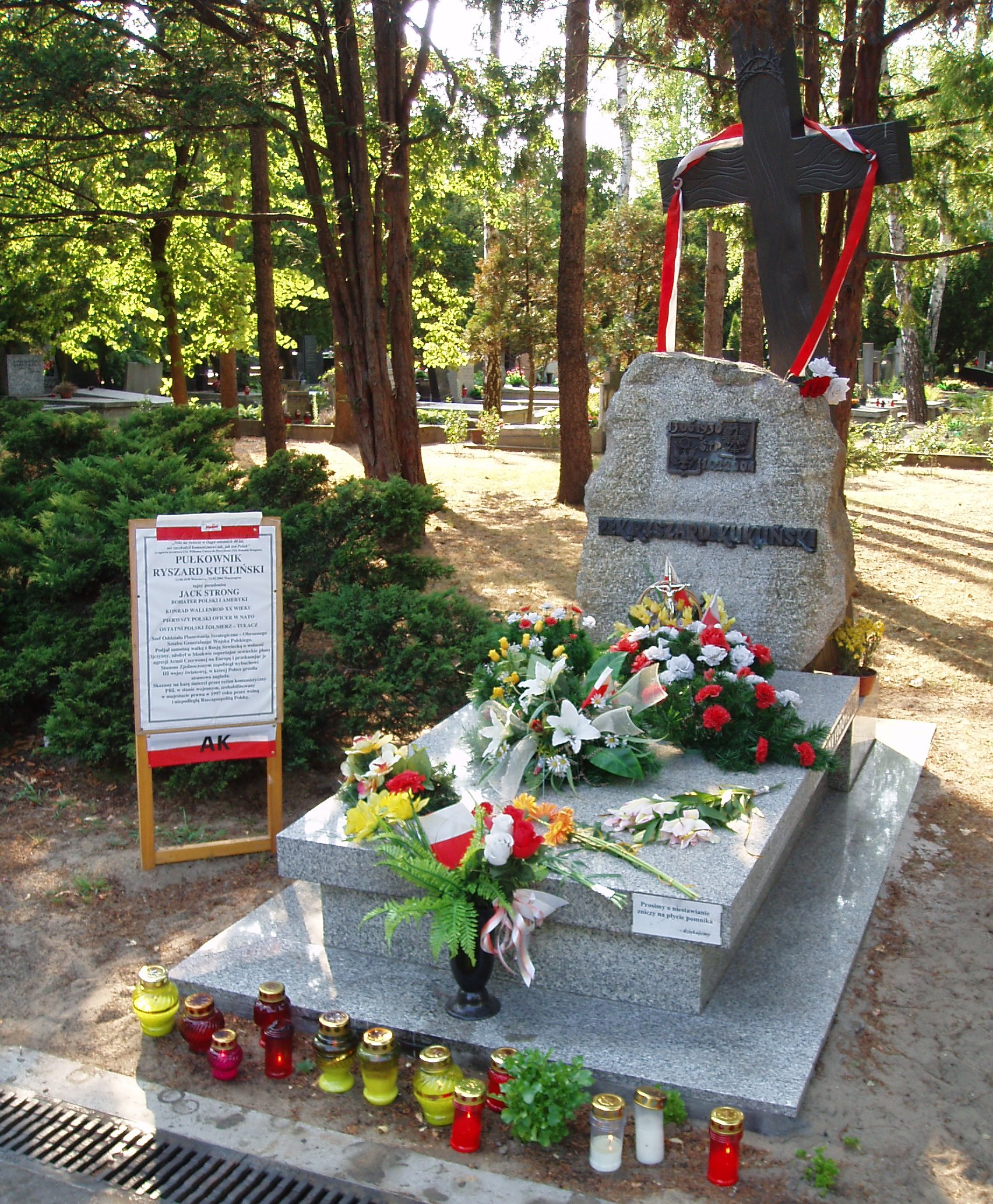
Kuklińskis Grab auf dem Powązki-Friedhof

William Joseph Casey, Direktor der CIA, schrieb in einem Brief an Ronald Reagan: Kein anderer Mensch auf der Welt hat in den letzten 40 Jahren dem Kommunismus so geschadet wie dieser Pole.
Inzwischen ist bekannt, dass Gesandte der USA damals regelmäßig Papst Johannes Paul II. von ihren Erkenntnissen unterrichteten. Insgesamt, so heißt es, hat Kukliński den Amerikanern über die Jahre 40.265 Seiten Dokumente zugespielt – über geplante Führungsbunker des Warschauer Paktes, neue Waffen und Organisationsstrukturen. Wie Ryszard Kukliński später sagte, habe er 1970 der CIA die Zusammenarbeit mit sieben gleichgesinnten polnischen Offizieren angeboten. Doch die Amerikaner hätten sich aus Sicherheitsgründen auf ihn konzentriert.
Nach seiner Ausschleusung wurde der Oberst in einem Geheimprozess in Polen zum Tode verurteilt, sein Haus und seine Yacht beschlagnahmt. Sein Sohn Waldemar kam 1994 bei einem Verkehrsunfall ums Leben und der jüngere Bogdan gilt nach einer Taucherexpedition im selben Jahr als vermisst. 1990 wurde das Todesurteil von 1984 in 25 Jahre Gefängnis umgewandelt. 1995 wurde dieses Urteil vorläufig aufgehoben. Eine Neuauflage des Ermittlungsverfahrens kam unter anderem durch die Intervention Zbigniew Brzezińskis zu dem Schluss, dass Kukliński aus „höherer Notwendigkeit“ gehandelt hat. Mit Einstellung dieses Ermittlungsverfahrens wurde das Urteil am 22. September 1997 endgültig aufgehoben, so dass Kukliński 1998 zum ersten Mal wieder seine Heimat besuchen konnte.
In den 1990er Jahren entbrannte in Polen ein heftiger Streit um seine Person: Die einen sahen ihn weiterhin als Verräter, die anderen als Nationalhelden.
Kukliński starb im Jahre 2004 in Florida in den USA an einem Gehirnschlag. Sein Leichnam wurde gemeinsam mit dem seines Sohnes, der ebenso wie der zweite Sohn des Oberst unter ungeklärten Umständen in den USA ums Leben gekommen war, nach Polen überführt und auf dem militärischen Teil des Warschauer Friedhofes Powązki beigesetzt.

### Ehrungen
Nach seiner offiziellen Rehabilitierung ernannten ihn die Städte Danzig und Krakau zu ihrem Ehrenbürger.
Der polnische Präsident Andrzej Duda beförderte Kukliński am 11. November 2016 posthum zum General.

## Verfilmungen
2008 entstand ein Dokumentarfilm über Kuklińskis Wirken als Agent mit dem Titel Gry wojenne – War Games, der am 21. Februar 2010 und 10. März 2013 auf arte ausgestrahlt wurde. 2014 folgte ein Spielfilm zum gleichen Thema unter dem Titel Jack Strong in der Regie von Władysław Pasikowski.